# Cien vistas del monte Fuji

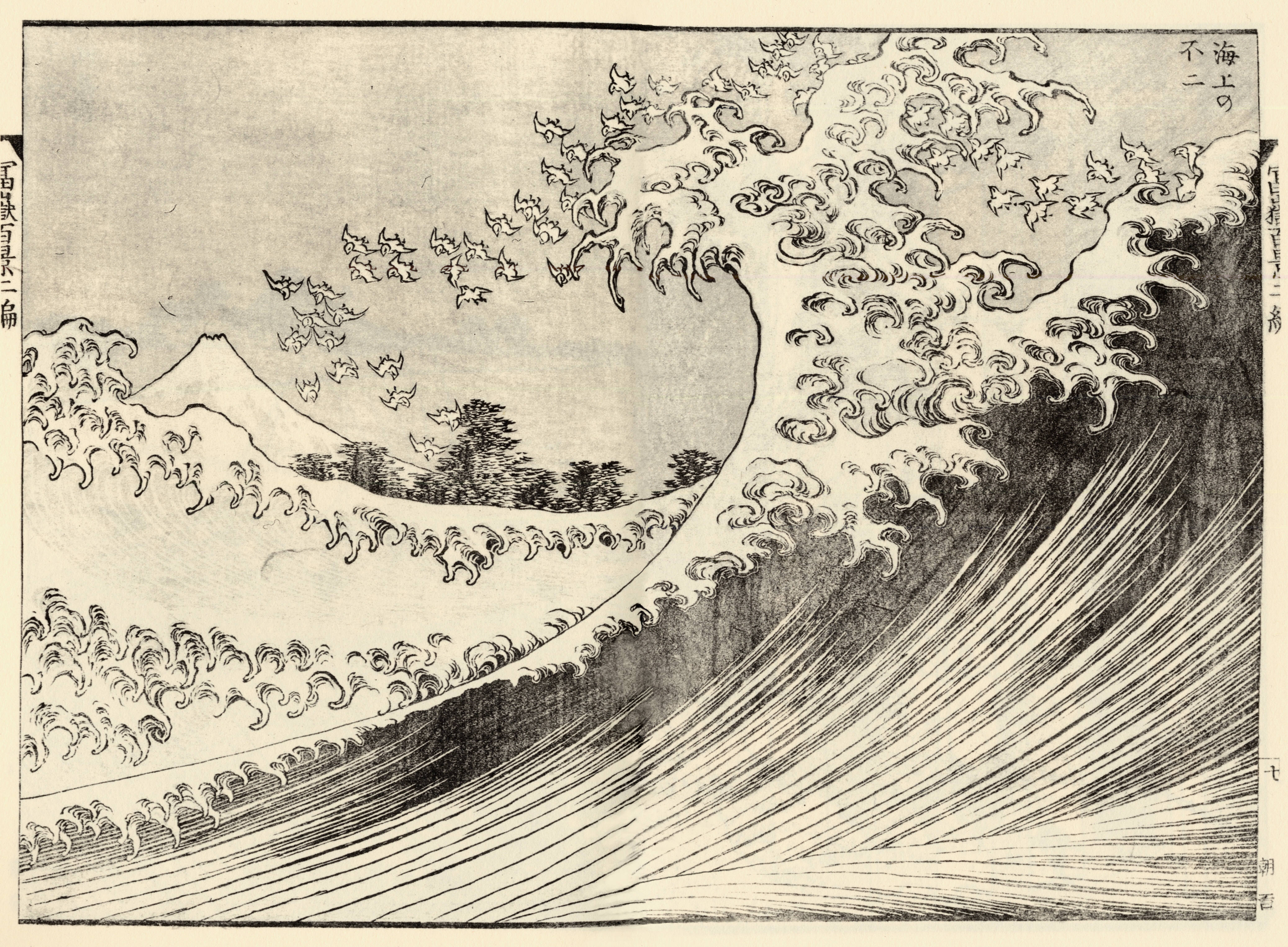
Las cien vistas del monte Fuji vol. 2, La gran ola

Cien vistas del monte Fuji (富嶽百景 Fugaku hyakkei?) es una serie de gabados Ukiyo-e del artista japonés Katsushika Hokusai. La pieza consta de un total de 102 Xilografías publicadas en tres volúmenes diferentes. Estos datan de 1834 el primero, 1835 el segundo y posteriormente en 1849 se publicó la última entrega.

## Obra
Cien vistas del monte Fuji es uno de los trabajos más representativos de Hokusai, es una recopilación de paisajes, en la que los textos se limitan meramente a los títulos de cada escena. 
El autor con esta obra quiso ampliar su obra Treinta y seis vistas del monte Fuji quiso mostrar el monte Fuji desde muchas más diversas perspectivas. 

## Autor
El gran artista japonés Katsushika Hokusai (1760-1849) destacó por su genial personalidad, su capacidad de trabajo y su dedicación a proyectos editoriales de gran envergadura. Además de su célebre Manga, entre sus obras más destacadas se encuentra Cien vistas del monte Fuji, un fascinante repertorio de paisajes con este sagrado volcán como protagonista. Hokusai ya había triunfado con este tema en su serie de estampas en color Treinta y seis vistas del monte Fuji, pero su imaginación y capacidad de observación requerían un formato más extenso para exhibir todo su talento. Ya octogenario, Hokusai completó más de un centenar de composiciones en un ambicioso proyecto en tres volúmenes.

## Publicaciones
El profesor V. David Almazán Tomás ha preparado una edición en español con explicaciones sobre los personajes, mitos y paisajes que aparecen en el libro de Hokusai, así como una presentación.

## Grabados

### Volumen I
1. La divina princesa Konohana Sakuya
2. Irrupción del pico del monte Fuji en el año 286 a. C.
3. La inauguración del monte Fuji por el laico En
4. El monte Fuji de cielo claro
5. La apertura del monte Fuji
6. Deslizamiento
7. La irrupción del monte Fuji
8. Segunda parte (La irrupción del monte Hoei)
9. El Fuji de la niebla
10. El Fuji entre las montañas
11. El Fuji del estanque con sauces
12. El Fuji del festival de Tanabata
13. Sodegaura
14. Fujimigahara, provincia de Bishu
15. Montaña contra montaña
16. Omori
17. El Fuji desde la cueva
18. El Fuji de Matsuyama
19. El Fuji entre el humo
20. El Fuji del arrozal
21. El Fuji de las blasas en el camino
22. El Fuji del viento invernal
23. El Fuji del día de Año Nuevo
24. El Fuji de Edo
25. El Fuji, tocador
26. El reverso del Fuji
27. El Fuji con sombrero
28. El Fuji del cinturón de nube
29. El Fuji entre flores
30. El Fuji de la buena cosecha
31. El Fuji de la riqueza

### Volumen II
1. El Fuji del Dragado del Pozo
2. El Fuji de Yatsugatake, provincia de Shinshu
3. El Fuji del bosque de bambú
4. El Fuji de la orilla del dique
5. El Fuji del Dragón Ascendente
6. El Fuji en el oleaje
7. El Fuji del barrio de los tintoreros
8. El Fuji de dentro de la copa
9. El Fuji sobre el mar
10. El Fuji de Susaki
11. El Fuji del sueño
12. El Fuji de los tres blancos
13. La invención del Kakemono
14. El Fuji entre los pinos
15. El Fuji de la cueva
16. El Fuji de la copia de la verdad
17. El Fuji de los siete puentes
18. El Fuji de la montaña del templo Taisekiji
19. El Fuji desde Shimadagahara con sol poniente
20. A los pies del Fuji
21. El Fuji de una lluvia repentina
22. El Fuji de ente las montañas de Totomi
23. El Fuji de la canalización
24. El Fuji bajo la luna
25. El Fuji de nieve
26. El Fuji de las letras
27. El Fuji de las armas
28. El Fuji enrejado
29. El Fuji de la ventana
30. El Fuji del valle

### Volumen III
1. El Fuji de Akazawa
2. El Fuji de la vista lejana de Yashu, peregrino del puente de pinos de monte Nantai
3. El Fuji de la nevada
4. El Fuji de la noble villa Sunamura
5. El Fuji de dentro de la ciudad
6. El Fuji del cielo nublado
7. El Fuji de la embajada
8. El Fuji del crepúsculo
9. El Fuji de la zancada
10. El Fuji del puente Suidobashi
11. El Fuji tras una tela de araña
12. El puente de Orankai
13. El Fuji de la aldea de Asumimura
14. El Fuji de Sumida
15. El Fuji de en torno al cráter
16. El Fuji de las elegantes diversiones
17. Jornaleros del Fuji de la provincia de Kai
18. El Fuji del verano del territorio de Inage
19. El Fuji de Torigoe
20. El Fuji de la cascada
21. El Fuji de un pueblo fronterizo
22. El Fuji de Aoyama
23. El Fuji de detrás de la red
24. El Fuji de debajo del puente
25. El Fuji del andamio
26. El Fuji del aguacero
27. El Fuji de las señales de humo
28. Fukurokuju
29. El Fuji del ferry del río Oigawa
30. El Fuji de la cuadrícula
31. El Fuji de la llanura de Musashi
32. El Fuji de la guirnalda de hierba
33. El Fuji de la vista por sorpresa
34. El Fuji de a través de una densa niebla
35. El Fuji del cuco
36. El Fuji del templo Rakanji
37. El Fuji de Senzoku
38. El Fuji del agujero de la madera
39. El Fuji de la playa
40. El Fuji de las marismas de la caza de las serpientes
41. El Fuji del final con un solo trazo